# 1966 en science-fiction
| Années de la science-fiction : 1963 - 1964 - 1965 - 1966 - 1967 - 1968 - 1969    |
| Décennies de la science-fiction : 1930 - 1940 - 1950 - 1960 - 1970 - 1980 - 1990 |

L'année 1966 a été marquée, en matière de science-fiction, par les événements suivants.

## Naissances et décès

### Naissances
- 2 mars : Ann Leckie, écrivain américaine.
- 10 octobre : Andrew McGahan, écrivain australien, mort en 2019.

### Décès
- 6 août : Cordwainer Smith, écrivain américain, mort à 53 ans.
- 9 septembre : Alan Nelson, écrivain américain, mort à 54 ans.
- 7 octobre : Ludwig Dexheimer, ingénieur et écrivain allemand, né en 1891, mort à 75 ans.

## Événements
- Création de la collection Galaxie-bis, collection de science-fiction créée les éditions OPTA, qui comprend 148 volumes ; elle est dirigée les premières années par Alain Dorémieux et Jacques Sadoul.
- Création du prix E. E. Smith Memorial.

## Prix

### Prix Hugo
- Roman : Dune (Dune) par Frank Herbert et Toi l'immortel (...And Call Me Conrad) par Roger Zelazny (ex æquo)
- Nouvelle : « Repens-toi, Arlequin » dit Monsieur Tic-Tac ("Repent, Harlequin!" Said the Ticktockman) par Harlan Ellison
- Présentation dramatique : prix non décerné
- Magazine professionnel : If, édité par Frederik Pohl
- Artiste professionnel : Frank Frazetta
- Magazine amateur : ERB-dom (en), édité par Camille Cazedessus Jr. (en)
- Meilleure série de tous les temps : Cycle de Fondation par Isaac Asimov

### Prix Nebula
- Roman : Babel 17 (Babel-17) par Samuel R. Delany et Des fleurs pour Algernon (Flowers for Algernon) par Daniel Keyes (ex æquo)
- Roman court : Le Dernier Château (The Last Castle) par Jack Vance
- Nouvelle longue : Call Him Lord par Gordon R. Dickson
- Nouvelle courte : The Secret Place par Richard McKenna

### Prix E. E. Smith Mémorial
- Lauréat : Frederik Pohl

## Parutions littéraires

### Romans
- Des fleurs pour Algernon par Daniel Keyes.
- Destination vide par Frank Herbert.
- En attendant l'année dernière par Philip K. Dick.
- L'Escargot sur la pente par Arcadi et Boris Strougatski.
- La Forêt de cristal par J. G. Ballard.
- Les Limiers de l'infini par Pierre Barbet.
- Le Maître des rêves par Roger Zelazny.
- Révolte sur la Lune par Robert A. Heinlein.
- Toi l'immortel par Roger Zelazny.

### Nouvelles
- L'Arme secrète par Dino Buzzati.
- Quand j'étais Miss Dow par Sonya Dorman.
- Souvenirs à vendre par Philip K. Dick.
- Le temps d'un souffle, je m'attarde par Roger Zelazny.

## Sorties audiovisuelles

### Films
- Cartes sur table par Jesús Franco.
- Les Criminels de la galaxie par Antonio Margheriti.
- Cyborg 2087 par Franklin Adreon.
- Les Daleks envahissent la Terre par Gordon Flemyng.
- Destination : Planète Hydra par Pietro Francisci.
- Le Diabolique Docteur Z par Jesús Franco.
- L'Espion qui venait du surgelé par Mario Bava.
- Fahrenheit 451 par François Truffaut.
- La Guerre des planètes par Antonio Margheriti.
- Invasion fantastique sur la planète Terre par Arch Oboler.
- La Planète errante par Antonio Margheriti.
- L'Odyssée du cosmos par David Lane.
- Le Visage d'un autre par Hiroshi Teshigahara.
- Le Voyage fantastique par Richard Fleischer.